# Migrazione (Carl Brave)
Migrazione è il terzo album in studio del cantautore italiano Carl Brave pubblicato il 9 giugno 2023 con doppia etichetta Universal e Columbia.

## Descrizione
Il progetto discografico, pubblicato a quasi tre anni di distanza dal precedente album Coraggio, si compone di diciannove scritte e prodotte dall'artista, con la partecipazione di dieci artisti: Rose Villain, Nayt, Mara Sattei, Bresh, Dargen D'Amico, Clementino, Dylan, Jake La Furia, Noemi e Pretty Solero. Brave ha raccontato in un'intervista rilasciata all'Agenzia Giornalistica Italia il processo creativo dell'album:
(Carl Brave)
In un'intervista rilasciata a La Stampa il cantante ha spiegato il titolo dell'album:
(Carl Brave)

## Copertina
In un'intervista rilasciata a Rolling Stone Italia il Carl Brave ha raccontato la scelta di porre come copertina dell'album un disegno realizzato dallo stesso cantante durante la sua infanzia:
(Carl Brave)

## Accoglienza
Gabriele Fazio dell'AGI scrive che Migrazione si presenta come un progetto «colorato e intimo», in cui «si percepisce la volontà del cantautore e producer romano di raccontarsi, [...] il mondo di Carl Brave, vive di rime azzeccate e produzioni da sogno, di efficacia divina ed una continua e sottile interazione con chi ascolta, che infatti si sente totalmente coinvolto». Fazio descrive i featuring «perfetti, tutti entusiasmanti, tutti azzeccati» poiché  «quando si ha una visione così chiara di come comporre la propria musica, non si ha bisogno di inseguire le hit».

## Tracce
Testi e musiche di Carlo Luigi Coraggio eccetto dove indicato.
1. Biscotti – 3:54
2. Lieto fine – 3:29
3. Forse – 3:54
4. Rimpianti (feat. Rose Villain & Nayt) – 3:53 (testo: Carlo Luigi Coraggio, Rosa Luini, William Mezzanotte)
5. Briciole di nachos – 3:49
6. 10 – 3:09
7. Roma è sempre la stessa (feat. Mara Sattei) – 3:42 (testo: Carlo Luigi Coraggio, Sara Mattei)
8. Lisbona (feat. Bresh) – 3:30 (testo: Carlo Luigi Coraggio, Andrea Brasi)
9. Un'altra vita – 3:46
10. Turbolenze (feat. Dargen D'Amico) – 2:51 (testo: Carlo Luigi Coraggio, Jacopo Matteo Luca D'Amico)
11. Kill bill (feat. Clementino) (testo: Carlo Luigi Coraggio, Clemente Maccaro)
12. Yo-yo (feat. Dylan) – 3:20 (testo: Carlo Luigi Coraggio, Dylan Thomas Cerulli)
13. Remember – 3:01
14. Già lo sai – 2:17
15. Odio (feat. Jake La Furia) – 3:02 (testo: Carlo Luigi Coraggio, Francesco Vigorelli)
16. Tabasco (feat. Noemi) – 4:24 (testo: Carlo Luigi Coraggio, Veronica Scopelliti)
17. Tarocchi – 2:52
18. Scarabocchi (feat. Sean Michael) – 2:54 (testo: Carlo Luigi Coraggio, Sean Michael Loria)
19. Applausi – 3:27

## Classifiche
| Classifica (2023) | Posizione massima |
| ----------------- | ----------------- |
| Italia            | 22                |